# Caricyno (metropolitana di Mosca)
Caricyno o Tsaritsyno (in russo Царицыно?, leggi zarìzzino), che significa della zarina, è una stazione della linea Zamoskvoreckaja, la linea 2 della Metropolitana di Mosca. Prende il nome dal parco Caricyno, che un tempo fu una tenuta di proprietà di Caterina la Grande.
La stazione presenta pilastri in marmo bianco e mura con motivi in marmo rosso, marrone, grigio e giallo, oltre a mosaici che raffigurano i trionfi della scienza russa. Un mosaico di A.N. Kuznetsov posto sopra le scale d'ingresso raffigura l'orizzonte di Mosca. Gli architetti della stazione furono V.A. Cheremin e A.L. Vigdorov; l'ingresso è situato all'incrocio di Proletarskij Prospekt con Kaspijskaja Ulica.